# Apeira feminicolor
Apeira feminicolor là một loài bướm đêm trong họ Geometridae.